# 페르콜라테아
페르콜라테아강(Percolatea)은 페르콜로조아문에 속하는 원생생물 강의 하나이다.

## 같이 보기
- 페르콜로조아